# 원 플러스 원 (음악 그룹)
원 플러스 원은 대한민국의 혼성 듀오 그룹이었다. 박헌룡의 군입대를 계기로 해체되었다.

## 음반
- 당신의 모든 것을 (1973)
- 애니의 노래 (1975)